# (31232) Slavonice
(31232) Slavonice est un astéroïde de la ceinture principale.

## Description
(31232) Slavonice est un astéroïde de la ceinture principale. Il fut découvert le 1er février 1998 à l'Observatoire Kleť par Jana Tichá et Miloš Tichý. Il présente une orbite caractérisée par un demi-grand axe de 2,86 UA, une excentricité de 0,02 et une inclinaison de 12,2° par rapport à l'écliptique.

## Compléments